# François-Eric Gendron
François-Eric Gendron (15 de março de 1954) é um ator francês.
Participou de filmes como A Filha do Pai (2012), Anos Incríveis (2013) e  Assassinato por Escrito (1994).